# Монреаль-Форум
«Монреаль Форум»  (фр. Le Forum de Montreal) — здание в Монреале, Квебек (Канада). Одна из знаменитых спортивных арен мира.

## История

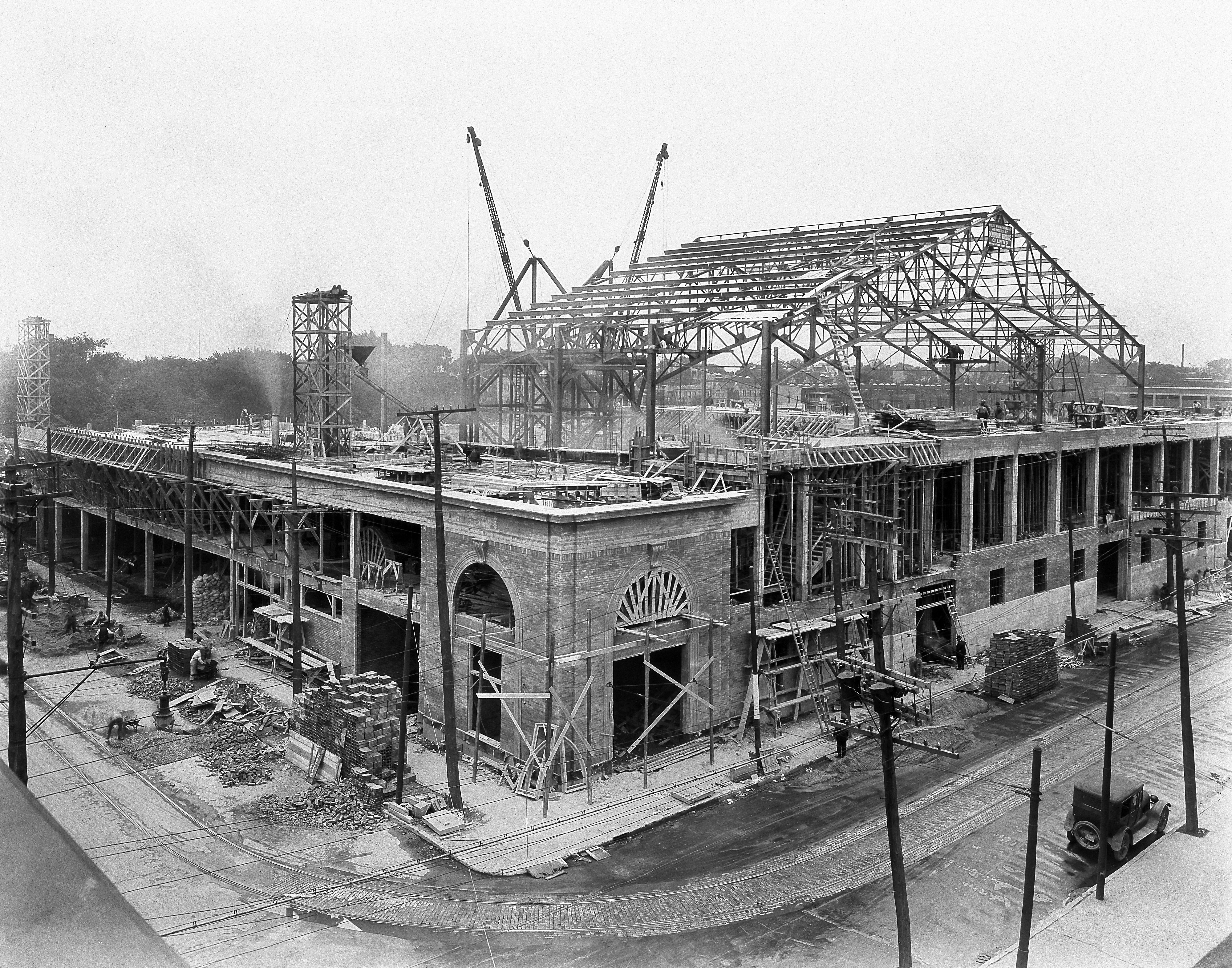
«Монреаль-Форум» во время постройки в 1924 году

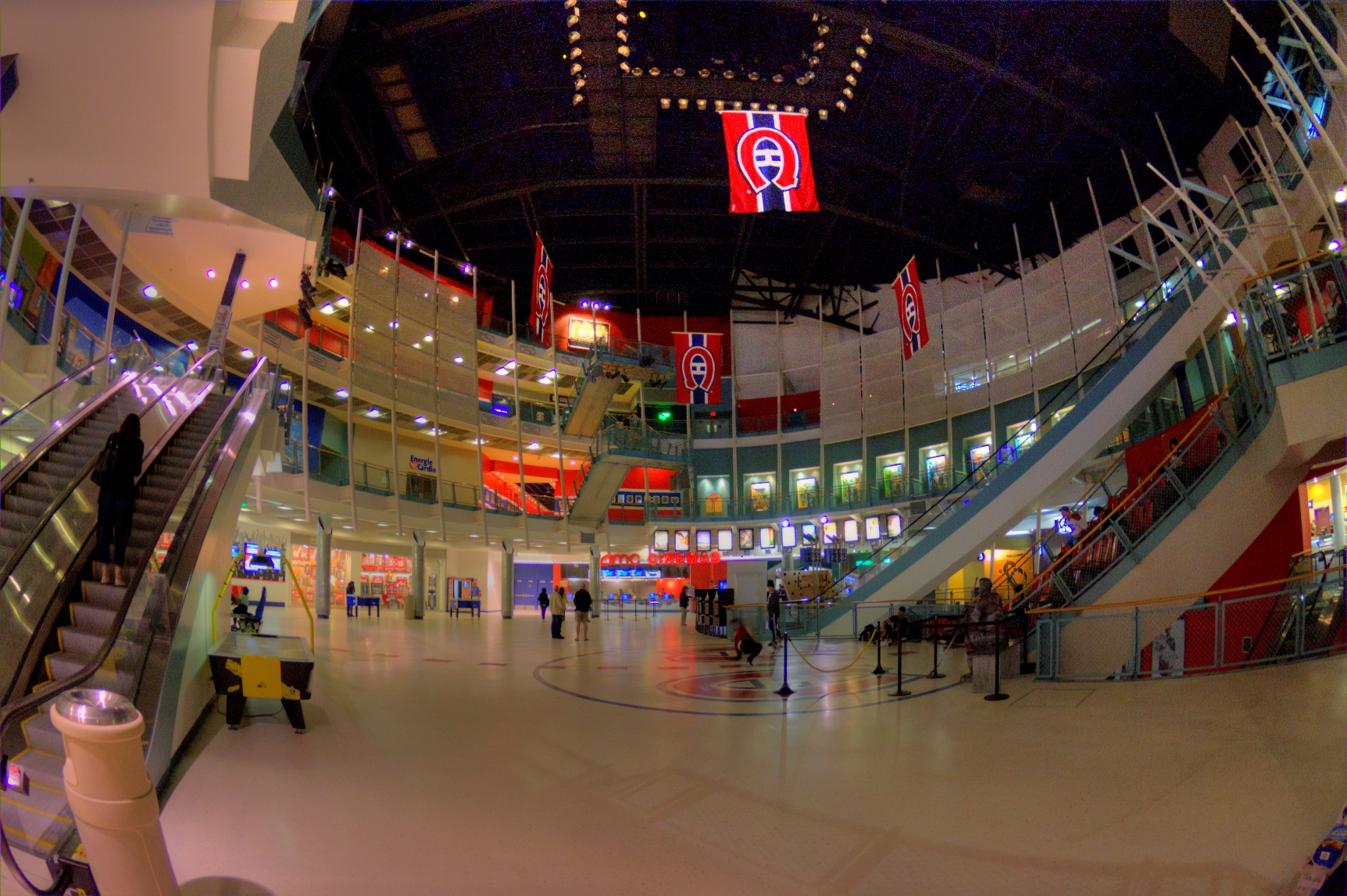
Внутренний вид арены в 2012 году

Идея построить «Форум» принадлежала сэру Эдварду Биатье, президенту «Тихоокеанских железных дорог». С согласия одного из сенаторов, архитектор Уильям Норти создал план постройки 12 500-местной хоккейной арены. Но из-за финансовых проблем число мест сократилось до 9 300 мест. Здание было открыто в ноябре 1924 года. «Форум» был перестроен 2 раза: в 1949 году и в 1968 году. До 1996 года вмещал 17 959 человек.

## Хоккей с шайбой
Был домашней ареной для клубов «Монреаль Канадиенс» (1924—1996) и «Монреаль Марунз» (1924—1938).
В 1950-70-х годах «Форум» принимал игры «Мемориального кубка», а в 1972 году — первый матч суперсерии СССР—Канада (7:3 в пользу СССР). Только двум командам удалось переиграть «Канадиенс» в финале Кубка Стэнли на льду «Форума» — «Нью-Йорк Рейнджерс» в 1928 году и «Калгари Флэймз» (1989).
2 декабря 1995 года «Канадиенс» потерпели, наверно, самое большое поражение от «Детройта»: 1:11.
11 марта прошла последняя игра в истории арены — «Монреаль» выиграл у «Далласа» (4-1). Последнее вбрасывание было выиграно капитаном «Канадиенс» Ги Карбонно. После игры прошла прощальная церемония с участием Мориса Ришара (публика его встретила 16-минутной овацией, от чего Ришар не смог сдержать слёз) и других звёзд «Монреаля». На следующий день «Канадиенс» переехали в «Белл-центр» (тогда — Molson Centre), где выиграли свою первую игру на новой арене против «Нью-Йорк Рейнджерс».

## Другие соревнования
«Форум» был одним из мест проведения Олимпийских игр 1976 года. Здесь проходили соревнования по художественной гимнастике, гандболу, баскетболу и волейболу (все — финалы). На арене также проходило множество шоу рестлинга.

## Концерты
- 8 сентября 1964 года — The Beatles
- 17 июля 1972 года — The Rolling Stones
- 4 декабря 1975 года — Боб Дилан
- 24 ноября 1981 года — Queen
- 21 июля 1982 года — Queen
- 14 июля 1983 года — Дэвид Боуи
- 26 августа 1986 года — Уитни Хьюстон
- 6 июля 1987 года — Madonna
- 17 мая 1988 года — Guns N’ Roses
- 9 декабря 1989 года — Пол Маккартни
- 23 марта 1992 года — U2

## «Форум» сегодня
После переезда «Канадиенс» в «Белл-центр» арена была переделана. Появились театр, кафе и несколько магазинов. После смерти Мориса Ришара в 2000 году его бронзовую статую поместили у входа, а на здании был установлен бронзовый логотип «Монреаль Канадиенс». В 1997 году «Форум» был назван памятником архитектуры. Позже переименован в «Пепси Форум».

## В культуре
Режиссёр Брайан де Пальма снял некоторые сцены фильма «Глаза змеи» в интерьерах «Форума».